# کلمپ پنینگتن

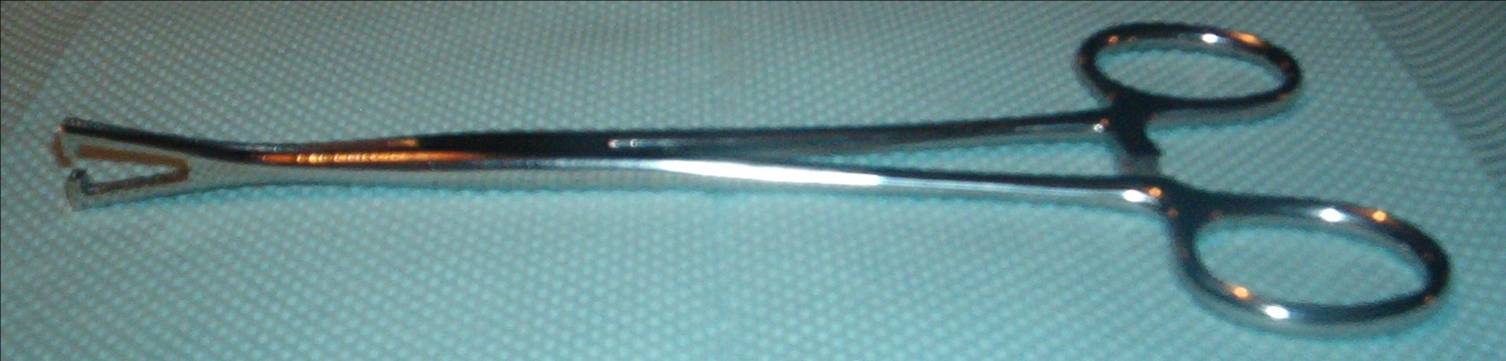
پنس کادر یا مثلثی (کلمپ پنینگتن)

کلمپ پنینگتن یا پنس کادر(به انگلیسی: Pennington clamp)با داشتن فضای مثلثی شکل، جهت گرفتن بافت در جراحی عمومی کاربرد دارد.

## کاربرد
جهت نگه داشتن پوست در مکان ثابت و کمک به عبور سوزن، جهت سوراخ کاری بدن مورد استفاده قرار می‌گیرد.